# Sundance Institute
Il "Sundance Institute" è una organizzazione non-profit con sede a Park City, Utah, fondata dall'attore e regista Robert Redford nel 1981.
L'istituto supporta il lavoro dei cineasti indipendenti e sovvenziona aspiranti professionisti del cinema con spese pagate per 4 settimane fornendo professori, materiale tecnico e la partecipazione ai corsi di grandi professionisti, la cui consulenza rende molto ambita la frequentazione ai programmi di sviluppo artistico gestiti dall'istituto.
Nel 1985 il "Sundance Institute" assunse la direzione del giovane festival cinematografico "Utah/US Film Festival", rinominato nel 1991 "Sundance Film Festival", portandolo ad essere uno degli eventi più importanti nell'ambiente del cinema indipendente mondiale.

## Programmi

### Feature Film Program
Grazie al sostegno durante tutto l'anno ed una serie di laboratori, il Feature Film Program supporta sceneggiatori e registi emergenti indipendenti durante lo sviluppo dei loro progetti.
Ogni giugno per tre settimane i borsisti possono provare, girare e montare alcune scene delle loro sceneggiature sotto il tutoraggio di esperti registi, montatori, direttori della fotografia e di attori in qualità di consulenti creativi. Circondati da professionisti ma lontano dalle pressioni tipiche della produzione, ai ricercatori del laboratorio viene offerta l'opportunità unica di vedere lo script crescere, sviluppare le competenze e di assumersi dei rischi.
In aggiunta al supporto creativo offerto attraverso i laboratori ed i workshop, il "Sundance Institute" aiuta i cineasti indipendenti a completare il loro lavoro attraverso diverse sovvenzioni e borse di studio.

### Documentary Film Program
Il Documentary Film Program supporta gli aspiranti registi documentaristici provenienti da tutto il mondo con una serie di workshop sul montaggio, sulla narrazione e sulla colonna sonora per i film documentari, nonché fornendo sovvenzioni ai progetti attraverso il Sundance Documentary Fund, il fondo di reinvestimento dell'istituto. Il programma fornisce un supporto costante ai registi per la lavorazione e la pubblicazione del loro lavoro, incoraggiando l'esplorazione di metodi di narrazione "non-fiction" innovativi e promuovendo la visione del documentario ad un pubblico più ampio. Sostiene poi il lavoro dei registi con iniziative all'interno del Sundance Film Festival e promuovendolo alla Conferenza dei produttori indipendenti, organizzata dallo stesso Sundance.
Il Sundance Documentary Fund è l'elemento chiave del programma, dedicato al sostegno dei documentari statunitensi ed internazionali che si concentrano sulle questioni più attuali dei diritti umani, sulla libertà di espressione, sulla giustizia sociale, sulle libertà civili ed esplorando gli aspetti più critici del nostro tempo.
Il Fondo è stato istituito nel 2002 grazie all'Open Society Institute di George Soros ed è sovvenzionato dalla Fondazione Ford.
Le sovvenzioni del Fondo sono annunciate 2 o 3 volte l'anno e tra il 2002 ed il 2006 ha erogato circa 5,2 milioni di dollari ad oltre 175 progetti in 52 paesi. Nel sostenere tale lavoro, il Sundance Documentary Fund incoraggia lo scambio di idee diverse ritenendolo fondamentale per poter sviluppare una società aperta, richiamare l'opinione pubblica sulle violazioni dei diritti umani, sulle restrizioni delle libertà civili e per favorire un dialogo permanente su questi temi.

### Film Music Program
Il Film Music Program si propone di essere la connessione tra i musicisti ed il cinema, permettendogli di comprendendere la composizione musicale delle colonne sonore. Il laboratorio di composizione musicale fornisce ai partecipanti la possibilità di collaborare con i registi emergenti in un ambiente di sostegno volto a promuovere la sperimentazione e la collaborazione, mirando a rafforzare il ruolo della musica nel cinema indipendente.

### Theatre Program
Con una serie di laboratori e ritiri che forniscono un ambiente creativo per aspiranti drammaturghi, registi, compositori, librettisti, il Theatre Program sostiene lo sviluppo del teatro indipendente, proponendo differenti laboratori teatrali in tre diverse città degli Stati Uniti.
Il corso di Park City nello Utah diretto da Philip Himberg, centrato sullo sviluppo delle idee, mette a disposizione degli allievi quattro sale prove, una sala di scrittura ed una sala musica.
Il laboratorio teatrale a White Oak, in Florida, è un laboratorio di due settimane sullo sviluppo di musical ed ensemble, diretto da John Lukas.
Il corso di Ucross, Wyoming, è una colonia di scrittura di diciotto giorni.